# 平嶋夏海
平嶋 夏海（ひらじま なつみ、1992年〈平成4年〉5月28日 - ）は、日本のタレント、女優、グラビアアイドル、声優、歌手。女性アイドルグループ・AKB48の元メンバー。東京都出身。ワンエイトプロモーション所属。

## 略歴
2005年
- 10月30日、『AKB48オープニングメンバーオーディション』に合格（応募総数7924名、最終合格者24名）。
- 12月8日、オープニングメンバー候補生のうち20名として、AKB48劇場グランドオープンの舞台に立った（当時はチームAに所属）。

2007年
- 2月、浦野一美、渡辺志穂とともにサポートメンバーとしてチームBへ異動。

2008年
- 6月28日、プロダクション尾木の所属になることが発表された[7]。

2009年
- 1月から、多田愛佳、仲川遥香、渡辺麻友とともに「渡り廊下走り隊」としても活動する[注 1]。
- 6月から7月にかけて実施された『AKB48 13thシングル選抜総選挙「神様に誓ってガチです」』では26位で、アンダーガールズ入りを果たした。

2010年
- 5月から6月にかけて実施された『AKB48 17thシングル選抜総選挙「母さんに誓って、ガチです」』でも26位で、アンダーガールズ入りを果たした。

2011年
- 2月25日、『チームB 5th Stage「シアターの女神」』公演において劇場公演通算出演回数777回を迎えた[8]。
- 5月から6月にかけて実施された『AKB48 22ndシングル選抜総選挙「今年もガチです」』では3回連続の26位で、アンダーガールズ入りを果たした[9]。

2012年
- 1月28日、男性と撮った私的な写真が流出したことが原因で[10][11]、AKB48の活動を辞退することを申し出る[12]。同時に渡り廊下走り隊も脱退を表明した[13]。
- 2月5日、『上からマリコ』劇場盤大握手会をもってAKB48メンバーとしての活動を終了[14][15]。
- 7月25日にリリースされた渡辺麻友の2ndシングル『大人ジェリービーンズ』初回生産限定盤Cの映像特典として、「恋愛禁止事項」をテーマに渡辺と行った対談の様子が収録され[注 2]、芸能活動を再開することを明らかにした[16][17]。
- 10月24日に開演した舞台「GO, JET!GO!GO!〜I LOVE YOUが言えなくて〜」に出演し、本格的に芸能活動を再開した[18]。

2013年
- 2月1日公開の映画「DOCUMENTARY of AKB48 No flower without rain 少女たちは涙の後に何を見る?」では、AKB脱退後に収録されたインタビュー映像で出演した。
- 4月7日、卒業メンバーとして『AKB48 32ndシングル選抜総選挙』に立候補を届け出た[注 3]。
- 5月から6月にかけて投票が実施された『AKB48 32ndシングル選抜総選挙』では62位にランクインし、フューチャーガールズ入りを果たした[19]。卒業メンバーからは唯一のランクインとなり、「恋するフォーチュンクッキー」収録の「推定マーマレード」のレコーディングに参加した。
- 7月24日に開演した女の子ものがたりで舞台初主演。
- 8月23日、『AKB48・2013真夏のドームツアー 〜まだまだ、やらなきゃいけないことがある〜』・東京ドーム2日目公演において、平嶋とともにチームB 3rd Stage「パジャマドライブ」公演におけるオリジナルメンバーである渡辺麻、仲川と「パジャマドライブ」を披露した[20]。また、フューチャーガールズの一員として、同ツアーのナゴヤドーム、京セラドーム、東京ドーム公演の全公演に参加した[注 4]。
- 9月7日から10月19日にかけて、「恋するフォーチュンクッキー」劇場盤発売記念握手会に参加した。

2014年
- 1月11日、2月1日には渡り廊下走り隊のベストアルバム「渡り廊下をゆっくり歩きたい」の発売記念握手会、2月7日にはプレミアムイベント「渡り廊下でゆっくり話したい」に参加した。
- 2月9日、Zepp DiverCityで開催された渡り廊下走り隊の解散コンサートに参加した。
- 7月17日、初のソロイメージDVD「NATSUMI」が発売された。
- 9月20日、初のトレーディングカードが発売された。

2015年
- 3月31日、この日をもってプロダクション尾木を辞めることを公表した[21]。
- 8月12日、ワンエイトプロモーションの所属となったことを公表した[22]。以後、グラビアアイドルとしての仕事や、バイクタレントとしての仕事、バラエティー番組の出演などが増加する。

2016年
- 2月25日から29日に北海道夕張市で開催された「ゆうばり国際ファンタスティック映画祭2016」で初主演映画「女ヒエラルキー底辺少女」が上映された[23]。
- 4月19日、2016年度 HEIWA キャンペーンガールに就任した[24]。
- 6月26日、「ビジュアルクイーン撮影会inとしまえん」に初参加した[25]。
- 9月7日より、週刊バイクTVのアシスタントに就任[26]。2020年3月まで準レギュラー出演した[注 5]。
- 9月29日に初のソロ写真集「ナツコイ」が発売された。

2017年
- 第5回「プロが選ぶアイドルDVD賞」MVPに選ばれた[27]。
- 3月4日、「ゆうばり国際ファンタスティック映画祭2017」で上映された「ゆるい-特別版」にあわせて開催された舞台挨拶、およびトークショーに参加した[28]。
- 4月8日、AKB48劇場で開催された「3期生10周年公演」に出演した[29]。

2018年
- 2月21日、日本武道館で開催された「第12回 東京ボーイズコレクション」のグラビアランウェイに参加した[30]。
- 7月15日、ツインリンクもてぎで開催されたミニバイクの耐久レース“2018 ちょっとDE耐！”でバイクレースに初参加[31]。

2019年
- 3月30日より、tv.moto ChannelのMCに就任。2021年3月まで出演した。
- 7月20日、幕張メッセで開催された「D4DJ 1st LIVE」にて、『D4DJ』の瀬戸リカ役（所属ユニットはMerm4id）を演じる事が発表された[32]。

2020年
- 4月7日、2代目「川口オートレースイメージガール」に就任[33][34]。2024年3月まで務めた[35]。
- 5月23日より、A&Gリクエストアワー 阿澄佳奈のキミまち!のキミまち!なびレンジャー（リポーター）に就任。2022年3月の番組終了時まで出演した。
- 7月30日、平嶋自身のYoutubeチャンネル「なつみんち」（現在「はしれ！なっちゃんねる」）を開設。

2022年
- 5月8日、東京・AKB48劇場にて行われた3期生15周年公演に出演した[36]。

2024年
- 3月16日、ぴあアリーナMMで行われたAKB48柏木由紀の卒業コンサートに初代チームBとして出演した[37]。

## 人物
両親が、元サーファーのため、「夏の海のようにいつまでもキラキラ輝いてほしいから」という理由で「夏海」と名付けた。
兄弟は兄と 弟の3人兄弟。
好きな食べ物は、レバ刺し・ユッケ・ツブ貝・えんがわ・和菓子・ピオーネ・甘い卵焼き・カボチャの煮付け・アップルパイ。嫌いな食べ物は、つみれ・辛いもの・まずいもの（「まずい」の定義は不明）。
好きなことは、寝ることと漫画を読むこと。かつては水泳とピアノを趣味として挙げていた。部屋はクマのぬいぐるみで溢れている。
「お風呂でもどこでもすぐ寝られる」ことが特技である。AKB48合格前の中学生時代に生徒会副会長を務めていた経験があり、当時「人前で話すこと」を特技として挙げていた。
叱られて伸びるタイプ。褒められることが苦手。
「勉強は好きな方」で、「勉強が結構面白いって思えるタイプ」だったため、塾通いもし、後述するが普通高校に通っていた。得意科目は生物と現代文。
暑いも寒いも苦手であり、「好きな季節は秋と春系女子」。花粉症持ち。
Janne Da Arcが好き。AAAのファンであり、普段から携帯音楽プレーヤーで聴くほか、中田ちさととライブに出かけたこともある。
父の影響で自身も運転するオートバイ好きで、2017年7月には大型二輪免許を取得している。「週刊バイクTV」のアシスタント、「tv.moto Channel」のMC、webオートバイの連載 など、バイク関係の仕事も多く、イメージビデオ「夏の休息」にはバイクを運転するシーンが収録されている。
渡り廊下走り隊として、日本電気（NEC）『LaVie L』のコマーシャルで共演した玉木宏を俳優として尊敬している。

### AKB48
オーディションに応募した理由は、ティーンズ雑誌『Hana*chu→』（主婦の友社）に掲載されていたオーディション広告を見た母親に勧められたから。
チームBおよび渡り廊下走り隊では「仕切るキャラ」であった。チームAからサポートメンバーとしてチームBに異動した際には、同じくサポートメンバーとしてチームBに異動した浦野一美から、浦野が「嫌われてもいいから叱る役」になる代わりに、「（旧チーム）Bのコたちと年が近いから、仲良くなって話を聞く役」という役割だった。浦野が「組閣祭り」によりSDN48に完全移籍することとなったことと、新チームキャプテンに任命された柏木由紀が「リーダー気質のあるコ（中略）じゃない」「年上メンバー（中略）に絶対に強く出られないタイプだから。そこは私がフォローしなきゃと思っていて」仕切るキャラへなった。
2014年4月7日に小林香菜に更新されるまで、AKB48劇場の通常公演出演回数は（卒業生を含む）AKB48全メンバー中最多であった。2011年2月25日には出演777回を、同年8月20日には出演800回を達成し、通算838回の出演を果たした。
AKB48加入当初の中学生時代、「仕事のために学校から早退しようとした時に窓から『アキバ〜』って叫ばれたりもした」という。AKB48での活動よりも学業を優先し、大半の現役高校生メンバーが定時制、通信制、または芸能コースのある高校に進学する中、平嶋は全日制の高校に進学し、2011年3月に高校を卒業した。平日は6時に起床し高校に通学し、土曜日も学校の授業などがある場合は公演を休むことがあった。
AKB48・1期生の中では活動期間が長期にもかかわらず、「GIVE ME FIVE!」発売までのシングル選抜回数が3回（インディーズ時代の「桜の花びらたち」・「BINGO!」・「桜の花びらたち2008」）で、「桜の花びらたち2008」以来 シングル選抜曲の選抜メンバーに選ばれなかった。3回の総選挙では全て26位であり、19thシングル選抜じゃんけん大会でも2回戦敗退といずれも選抜入りを逃している。本人曰く、前記したように「AKBを犠牲にしてまで普通の高校通って来たのに、選抜になっちゃったら、多分PVとか収録とかで学校休まなくちゃいけなくて、だから、すごい選抜に入りたいけど、それをしてしまうと、なんか高校卒業が遠くなる」という思いもあったため、じゃんけん大会で敗退した際も「その分だったら学校行こう!」「9：1ぐらいでホッとしてる方が上かな?」という感想を述べた。そのためか、「縁の下の力持ち」と言われていた。
峯岸みなみはAKB48結成当初、唯一の同年齢メンバーであったことから仲が良い。また、同期の浦野については「ガチってやつです」「なにがあってもCinDy（浦野の愛称）の味方」と言うほどの仲だった。
奥真奈美を「妹みたい」に可愛がっており、奥のAKB48卒業が公式に発表される前に奥がメンバー内で最初に卒業について打ち明けた相手が平嶋だった。
9期以降のメンバーに「なっちゃんさん」は長いと言ったため、省略して「なっさん」と呼ばれるようになった。

## 作品

### 映像作品

#### イメージDVD/Blu-ray
※ 太字タイトルは、Blu-ray版同時発売
- NATSUMI（2014年7月17日、イーネット・フロンティア）
- 初めてのNATSU（2015年1月23日、竹書房）
- 夏少女（2015年10月23日、イーネット・フロンティア）
- 甘夏（2016年3月20日、ラインコミュニケーションズ）
- 桃夏（2016年8月5日、イーネット・フロンティア）
- 夏密（2017年2月17日、イーネット・フロンティア）
- 夏肌（2017年8月25日、竹書房）
- 夏旅（2018年5月23日、イーネット・フロンティア）
- 夏の急接近（2019年1月20日、ラインコミュニケーションズ）
- 夏の休息（2019年9月20日、イーネット・フロンティア）

#### VR配信
- 平嶋夏海、此処に居ます。（2018年12月7日、FANTASTICA）
- 平嶋夏海が僕のカノジョで起きてカフェ行って普通にのんびりしただけ、そういう世界。（2018年12月14日、FANTASTICA）
- ウブい新入社員の平嶋夏海と急接近！水着メーカーに勤めてて本当によかった、そんな世界。（2018年12月21日、FANTASTICA）
- 平嶋夏海と急接近のポッキーゲーム！「照れちゃうね……」<フライデーVRシリーズ>（2019年6月13日、講談社）
- 平嶋夏海とお風呂で洗いあいっこ「あわあわだよ〜」<フライデーVRシリーズ>（2019年6月13日、講談社）
- 平嶋夏海に緊張の告白「好きって言われると照れちゃうね」<フライデーVRシリーズ>（2019年6月13日、講談社）

### AKB48での参加楽曲

#### シングルCD選抜楽曲
- 桜の花びらたち
  - Dear my teacher - 「チームA」名義
- スカート、ひらり
  - 青空のそばにいて - 「チームA」名義
- 「会いたかった」に収録
  - だけど… - 「チームA」名義
- 「軽蔑していた愛情」に収録
  - 涙売りの少女
- BINGO!
- 桜の花びらたち2008
  - 最後の制服
- 「Baby! Baby! Baby!」に収録
  - 初日
- 「大声ダイヤモンド」に収録
  - 大声ダイヤモンド (team B ver.) - 「チームB」名義
- 「涙サプライズ!」に収録
  - 初日 - 「チームB」名義
- 「言い訳Maybe」に収録
  - 飛べないアゲハチョウ - 「アンダーガールズ」名義
- 「RIVER」に収録
  - ひこうき雲 - 「シアターガールズ」名義
- 「ポニーテールとシュシュ」に収録
  - 僕のYELL - 「シアターガールズ」名義
- 「ヘビーローテーション」に収録
  - 涙のシーソーゲーム - 「アンダーガールズ」名義
- 「Beginner」に収録
  - 僕だけのvalue - 「アンダーガールズ」名義
- 「チャンスの順番」に収録
  - ラブ・ジャンプ - 「チームB」名義
- 「桜の木になろう」に収録
  - エリアK - 「DIVA」名義
- 「Everyday、カチューシャ」に収録
  - 人の力 - 「アンダーガールズ」名義
- 「フライングゲット」に収録
  - 抱きしめちゃいけない - 「アンダーガールズ」名義
- 「風は吹いている」に収録
  - Vamos - 「アンダーガールズ ばら組」名義
- 「上からマリコ」に収録
  - 呼び捨てファンタジー - 「チームB」名義
- 「GIVE ME FIVE!」に収録
  - ユングやフロイトの場合 - 「スペシャルガールズC」名義
- 「恋するフォーチュンクッキー」に収録
  - 推定マーマレード - 「フューチャーガールズ」名義

#### 劇場公演ユニット曲
チームA 1st Stage「PARTYが始まるよ」公演
- 星の温度（2nd UNIT）

 チームA 2nd Stage「会いたかった」公演
- 渚のCHERRY
- リオの革命

 チームA 3rd Stage「誰かのために」公演
- 投げキッスで撃ち落せ!

 チームB 1st Stage「青春ガールズ」公演
- 雨の動物園
- ふしだらな夏

 チームB 2nd Stage「会いたかった」公演
- ガラスのI LOVE YOU
- 背中から抱きしめて
- リオの革命
※全員参加曲ではあるが、「スカート、ひらり」ではフロントメンバー（スカひらセブン）で登場する。

 チームB 3rd Stage「パジャマドライブ」公演
- パジャマドライブ

 チームB 4th Stage「アイドルの夜明け」公演
- 口移しのチョコレート

 THEATRE G-ROSSO 「夢を死なせるわけにいかない」公演
- Bye Bye Bye
※峯岸みなみ・石田晴香のスタンバイ

 チームB 5th Stage「シアターの女神」公演
- ロッカールームボーイ
- 嵐の夜には※
※鈴木まりやのユニットアンダー

#### アルバム選抜楽曲
- 神曲たち
  - 君と虹と太陽と
- ここにいたこと
  - 恋愛サーカス - チームB名義
  - ここにいたこと - AKB48+SKE48+SDN48+NMB48名義

### キャラクターソング
| 発売日   | 商品名                                                 | 歌 | 楽曲                                                                                                 | 備考                                             |
| 2020年   | 2020年                                                 | 2020年 | 2020年                                                                                               | 2020年                                           |
| -------- | ------------------------------------------------------ | --- | --- | ------------------------------------------------ |
| 1月29日  | Dig Delight! Aver.                                     | Merm4id | 「Floor Killer」                                                                                     | 『D4DJ』関連曲                                   |
| 4月22日  | Direct Drive!                                          | Merm4id | 「ING」                                                                                              | 『D4DJ』関連曲                                   |
| 6月24日  | Cosmic CoaSTAR                                         | Merm4id | 「round and round」                                                                                  | 『D4DJ』関連曲                                   |
| 12月2日  | 4U                                                     | Merm4id | 「4U」 「Make some noise!」                                                                          | 『D4DJ』関連曲                                   |
| 2021年   |                                                        | Merm4id | |                                                  |
| 1月20日  | D4DJ Groovy Mix カバートラックス vol.1                 | Merm4id | 「キューティーハニー」 「DISCOTHEQUE」                                                               | ゲーム『D4DJ Groovy Mix』関連曲                  |
| 2月24日  | ぐるぐるDJ TURN!!                                      | D4DJ ALL STARS | 「LOVE!HUG!GROOVY!!」                                                                                | ゲーム『D4DJ Groovy Mix』主題歌                  |
| 6月16日  | BOOM-BOOM SHAKE!                                       | Merm4id | 「BOOM-BOOM SHAKE!」 「Princess advent」                                                             | 『D4DJ』関連曲                                   |
| 7月21日  | D4DJ Groovy Mix カバートラックス vol.2                 | Merm4id | 「Climax Jump」 「Gamble Rumble」                                                                    | ゲーム『D4DJ Groovy Mix』関連曲                  |
| 8月28日  | なんてカラフルな世界！[D4DJ Remix]                     | D4DJ ALL STARS | 「なんてカラフルな世界！[D4DJ Remix]」                                                               | ゲーム『D4DJ Groovy Mix』関連曲                  |
| 10月27日 | High tension BPM                                       | Merm4id | 「High tension BPM」 「OMG」                                                                         | 『D4DJ』関連曲                                   |
| 11月24日 | D4DJ 6ユニット3rd Single連動購入特典CD                 | Happy Around! with KYOKO（愛美）、SAKI（紡木吏佐）、RIKA（平嶋夏海）、TSUBAKI（加藤里保菜）、MIYU（反田葉月）                    | 「ぷっちみくパーチナィ！」                                                                           | テレビアニメ『ぷっちみく♪ D4DJ Petit Mix』主題歌 |
| 11月24日 | D4DJ 6ユニット3rd Single連動購入特典CD                 | D4DJ ALL STARS | 「ぷっちみくパーチナィ！」                                                                           | 『D4DJ』関連曲                                   |
| 11月24日 | D4DJ 6ユニット3rd Single連動購入特典CD B ver.          | Merm4id | 「ぷっちみくパーチナィ！」                                                                           | 『D4DJ』関連曲                                   |
| 2022年   |                                                        | | |                                                  |
| 1月26日  | D4DJ Groovy Mix カバートラックス vol.3                 | Merm4id | 「CAT'S EYE」 「どうにもとまらない」                                                                 | ゲーム『D4DJ Groovy Mix』関連曲                  |
| 4月27日  | D4DJ Groovy Mix カバートラックス vol.4                 | Merm4id | 「フジヤマディスコ」 「＊ ～アスタリスク～」                                                         | ゲーム『D4DJ Groovy Mix』関連曲                  |
| 4月27日  | V.I.P LAGOON A ver.                                    | Merm4id | 「S.T.O.P.!」 「NO-NO」 「HOLY WORRY」 「I will never die」 「Princess advent (V.I.P LAGOON Remix)」 | 『D4DJ』関連曲                                   |
| 4月27日  | V.I.P LAGOON B ver.                                    | Merm4id | 「Make some noise! (V.I.P LAGOON Remix)」                                                            | 『D4DJ』関連曲                                   |
| 7月20日  | D4DJ Groovy Mix カバートラックス vol.5                 | Merm4id | 「Blazin' Beat」 「Realize」                                                                         | ゲーム『D4DJ Groovy Mix』関連曲                  |
| 10月26日 | D4DJ Groovy Mix カバートラックス vol.6                 | Merm4id | 「Bomb A Head!」 「HONEY」                                                                           | ゲーム『D4DJ Groovy Mix』関連曲                  |
| 11月16日 | FAKE OFF / 天使と悪魔                                  | Merm4id×燐舞曲 | 「FAKE OFF」                                                                                         | テレビアニメ『D4DJ Double Mix』主題歌            |
| 11月16日 | FAKE OFF / 天使と悪魔                                  | Merm4id×燐舞曲 | 「天使と悪魔」                                                                                       | 『D4DJ』関連曲                                   |
| 2023年   |                                                        | | |                                                  |
| 1月25日  | D4DJ Groovy Mix カバートラックス vol.7                 | Merm4id | 「real Emotion」 「恋愛♥ライダー」                                                                   | ゲーム『D4DJ Groovy Mix』関連曲                  |
| 3月15日  | Around and Around                                      | 愛本りんく（西尾夕香）、山手響子（愛美）、出雲咲姫（紡木吏佐）、瀬戸リカ（平嶋夏海）、青柳椿（加藤里保菜）、桜田美夢（反田葉月） | 「Around and Around」                                                                                | テレビアニメ『D4DJ All Mix』エンディングテーマ   |
| 3月15日  | Around and Around                                      | Merm4id | 「D.M.F」                                                                                            | テレビアニメ『D4DJ All Mix』挿入歌               |
| 5月3日   | Get out！                                              | Merm4id | 「lovely!!!!」 「Live Life」 「I will never die EDM REMIX」 「Live Life Hard Bass Mix」              | 『D4DJ』関連曲                                   |
| 7月12日  | D4DJ Groovy Mix カバートラックス vol.8                 | Merm4id | 「Timing」 「GO!!!」                                                                                 | ゲーム『D4DJ Groovy Mix』関連曲                  |
| 7月19日  | G.O.A.T                                                | Merm4id | 「G.O.A.T」 「LOVE BITE」                                                                            | 『D4DJ』関連曲                                   |
| 12月20日 | D4DJ EXCLUSIVE TRACKS                                  | 愛本りんく（西尾夕香）、山手響子（愛美）、出雲咲姫（紡木吏佐）、瀬戸リカ（平嶋夏海）、青柳椿（加藤里保菜）、桜田美夢（反田葉月） | 「Delightful Party」                                                                                 | テレビアニメ『D4DJ All Mix』挿入歌               |
| 12月20日 | D4DJ EXCLUSIVE TRACKS                                  | D4DJ ALL STARS | 「LOVE!HUG!GROOVY!! +nova」                                                                          | ゲーム『D4DJ Groovy Mix』関連曲                  |
| 12月20日 | D4DJ EXCLUSIVE TRACKS                                  | Merm4id | 「Floor Killer（After Party Mix）」                                                                  | ゲーム『D4DJ Groovy Mix』関連曲                  |
| 2024年   |                                                        | | |                                                  |
| 1月31日  | MAX!!!!                                                | Merm4id | 「MAX!!!!」 「START」                                                                                | ゲーム『D4DJ Groovy Mix』関連曲                  |
| 4月24日  | D4DJ Groovy Mix カバートラックス vol.9                 | Merm4id | 「EXPOSE ‘Burn out!!!’」 「君のせい」                                                                | ゲーム『D4DJ Groovy Mix』関連曲                  |
| 5月22日  | D4DJ XROSS∞BEAT                                        | Merm4id×燐舞曲 | 「Vs or vS」                                                                                         | ゲーム『D4DJ Groovy Mix』関連曲                  |
| 5月22日  | D4DJ XROSS∞BEAT                                        | Merm4id×Lyrical Lily | 「メタモルフォーゼ」                                                                                 | ゲーム『D4DJ Groovy Mix』関連曲                  |
| 2025年   |                                                        | | |                                                  |
| 3月5日   | Killer Tune                                            | Merm4id | 「ENDLESS MEMORIES」 「CUT OUT」 「BOOM-BOOM SHAKE!（Aggressive Mix）」                              | 『D4DJ』関連曲                                   |
| 3月5日   | SUPERSTAR                                              | Happy Around!・Peaky P-key・Photon Maiden・Merm4id・燐舞曲・Lyrical Lily・UniChØrd                                               | 「SUPERSTAR」                                                                                        | ゲーム『D4DJ Groovy Mix』関連曲                  |
| 3月5日   | D4DJ Groovy Mix カバートラックス Extra Edition Merm4id | 瀬戸リカ（平嶋夏海） | 「ザ☆ピ〜ス!」                                                                                       | ゲーム『D4DJ Groovy Mix』関連曲                  |

## 出演

### 映画
- あしたの私のつくり方（2007年4月28日、日活） - 日南子のクラスメイト 役
- ×ゲーム2（2012年4月、ジョリー・ロジャー） - 主演・萩原裕子 役[61]
- DOCUMENTARY of AKB48 No flower without rain 少女たちは涙の後に何を見る?（2013年2月1日、東宝）
- ハダカの美奈子（2013年11月9日、チャンスイン） - ノエル 役
- 女ヒエラルキー底辺少女（2016年5月28日、キャンター） - 主演・久辺桃子 役[62]
- メイクルーム2（2016年9月24日、キャンター） - 真理子 役[63]
- 家出レスラー（2024年5月17日、ブシロードムーブ） - 紫炎リオ 役[64]

### テレビ番組
- 週刊バイクTV（2016年9月7日 - 2020年3月25日、チバテレ） - アシスタント
- tv.moto Channel（2019年3月30日 - 2021年3月27日、TwellV） - MC
- ローモバアイドルチャレンジTV（2020年11月9日 - 12月14日、チバテレ） - MC
- 平嶋夏海＆葉月美優のビジョ×ビジョ！ツーリング（2021年10月15日 - 2022年2月4日、刺激ストロングチャンネル）
- 大人のバイク時間 MOTORISE（2023年5月7日 - 、BS11） - MOTORISEファミリー
- 平嶋夏海のドリーム・ゴルフ（2024年1月25日 - 、刺激ストロングチャンネル）

### ラジオ
- A&Gリクエストアワー 阿澄佳奈のキミまち!（2020年5月23日 - 2022年3月5日、文化放送） - キミまち!なびレンジャー（リポーター）
- 平嶋夏海 Run! Run! Run!（2023年4月4日 - 2024年3月26日、NACK5） - パーソナリティ[65]

### ドラマ
- マジすか学園2 最終話（2011年7月1日、テレビ東京） - なつみ 役
- ゆるい 第3話（2016年7月22日、TOKYO MX）
- 騎士竜戦隊リュウソウジャー 第11話 （2019年5月26日、テレビ朝日） - 看護師 役
- 癒されたい男　配信限定話 （2019年5月23日、paravi） - 窓ンナ子 役
- 「140秒の世界」〜スカパー! 朝のTwitterドラマ上映会 第26作「プールサイド」（2019年11月27日、BSスカパー!）
- オーディオドラマ 「アレのはなし」 EPISODE 01:「はじめてのアレ」 （2020年3月31日 - 、Spotify他） - 藍子 役
- スイートリベンジ 第1・2話 （2021年3月22日、フジテレビ）

### Webドラマ
- グルメ情報ドラマ 「私のしあわせグルメ」（2023年4月25日、Instagram）

### ライブ・コンサート
- AKB48 スーパーフェスティバル 〜日産スタジアム、小（ち）っちぇっ! 小（ち）っちゃくないし!!〜!（2013年6月8日、日産スタジアム）
- AKB48・2013真夏のドームツアー 〜まだまだ、やらなきゃいけないことがある〜』（2013年8月7日 - 8日、京セラドーム大阪、8月16日 - 17日、ナゴヤドーム、8月22日 - 25日、東京ドーム）
- “STRAYDOG” X'mas Live!（2013年12月20日、初台DOORS）
- AKB48 ユニット祭り（2014年1月27日、TOKYO DOME CITY HALL）
- “STRAYDOG” 新年会ライブ！2016 （2016年1月8日、初台DOORS）
- AKB48グループ 高橋みなみ卒業コンサート（2016年3月27日、横浜スタジアム）
- こじまつり 〜小嶋陽菜感謝祭〜（2017年2月22日、国立代々木競技場第一体育館）
- 渡辺麻友　卒業コンサート〜みんなの夢がかないますように〜（2017年10月31日、さいたまスーパーアリーナ）
- 17LIVE presents AKB48 15th Anniversary LIVE 峯岸みなみ卒業コンサート 〜桜の咲かない春はない〜（2021年5月22日、ぴあアリーナMM）
- 3期生15周年公演 （2022年5月8日、AKB48劇場）
- #DJTIME_CLUB（2023年3月12日、浅草花劇場）
- RESPECT FOR GEEKS Vol.5（2023年8月20日、渋谷WOMB）
- AKB48柏木由紀卒業コンサート （2024年3月16日、ぴあアリーナMM）
- 極めエンタメ道SPECIAL LIVE （2024年4月28日、Zepp DiverCity） - アシスタント

### 舞台
- Arts Fusion 2008 in KANAGAWA ドリル魂 横浜現場編（2009年2月27日 - 3月1日、神奈川県立青少年センター ホール）
- 乱童 RAN-DOH（2009年10月30日・31日、天王洲 銀河劇場）
- 乱童 RAN-DOH〜Voice in City〜再演（2010年1月3日 - 5日、青山劇場）
- Arts Fusion in KANAGAWA ドリル魂 YOKOHAMA ガチンコ編（2010年2月26日 - 28日、神奈川県立青少年センターホール）
- 東北地方太平洋沖地震チャリティー公演「ポチッとな。 -Switching On Summer-」（2011年8月6日 - 14日、横浜相鉄本多劇場 / 9月3日・4日、群馬県民会館）
- GO, JET!GO!GO!〜I LOVE YOUが言えなくて〜（2012年10月24日 - 28日、SPACE107）[66]
  - 再演（2013年5月8日 - 12日、SPACE107）
- 〜美浜青春グラフィティ〜「千葉魂（CHIBA SOUL）」（2013年3月15日・16日、美浜文化ホール メインホール）
- 浅草あちゃらか（2013年4月25日 - 29日、俳優座劇場）
- 〜西原理恵子演劇祭2013!!〜“STRAYDOG”Produce公演[67]
  - ぼくんち（2013年7月20日・21日、HEP HALL / 7月23日 - 28日、SPACE107 / 7月31日 - 8月4日、シアターグリーン BIG TREE THEATER）
  - 女の子ものがたり（2013年7月23日 - 28日、SPACE107 / 7月31日 - 8月4日、シアターグリーン BIG TREE THEATER） - 主演・高原菜都美　役
- 「千葉魂（CHIBA SOUL）II」（2014年3月7日 - 8日、千葉市美浜文化ホールメインホール）
- ＝春の二本立て公演！＝“STRAYDOG”Produce公演
  - 母の桜が散った夜（2014年4月12日 - 13日、HEP HALL、4月16日 - 20日、シアターサンモール）
  - 閨房のアライグマ（2014年4月16日 - 20日、シアターサンモール）
- “STRAYDOG”Produce「女の子ものがたり」（2014年5月3日 - 6日、シアターグリーン BIG TREE THEATER / 17日・18日、ABCホール） - 主演・高原菜都美　役
- CORNFLAKES 第11回公演「グッバイシェイクスピア!!!」（2014年6月4日 - 9日、中目黒キンケロ・シアター）
- “STRAYDOG”Produce 2014年夏休み特別企画「問題のない私たち」（2014年8月2日・3日、HEP HALL / 8日 - 10日、あうるすぽっと） - 主演・笹岡澪　役
- Kiss Me You 〜がんばったシンプ―達へ〜（2014年9月3日 - 14日、中目黒キンケロ・シアター）
- 「シェアハウス O・MO・TE・NA・SHI」（2014年11月22日 - 25日、AQUA studio）
- 「シェアハウスII O・MO・TE・NA・SHI」（2015年2月17日 - 22日、AQUA studio）
- 「千葉魂（CHIBA SOUL）III」（2015年3月14日 - 15日、千葉市美浜文化ホールメインホール）
- 殺人鬼フジコの衝動（2015年4月15日 - 19日、スペース・ゼロ）
- “STRAYDOG”Produce公演 「ゴジのラ」 （2015年5月4日 - 6日、新宿シアターモリエール / 15日・17日、HEP HALL） - 主演・一之瀬やよい　役
- 「天国の脚本家 冴嶋コーキ」〜私の脚本で、もう一度人生をやり直してみませんか〜（2015年9月3日 - 6日、上野ストアハウス）
- “STRAYDOG”番外公演 ＝M&M＝「フローズン・ビーチ」（2015年9月20日 - 23日、八幡山ワーサルシアター）
- 「シェアハウス O・MO・TE・NA・SHI 番外編 〜CinDyのお留守番♪〜」（2015年11月3日、AQUA studio）
- のぶニャがの野望 番外公演「ねこ軍議〜飼い猫はどいつニャ？〜」（2016年3月1日 - 6日、笹塚ファクトリー）
- 劇団時間制作第十回公演「皮肉にも雨は降る」（2016年5月11日 - 22日、劇場MOMO）
- ベニバラ兎団 本公演 vol.20「パライソの海 ー小さな花の夜露に映る月ー」（2016年12月3日 - 4日、新宿村LIVE）
- 劇団た組。第13回目公演「まゆをひそめて、僕を笑って」（2017年4月20日 - 23日、横浜赤レンガ倉庫 1号館3Fホール） - ハル 役[68]
- 「空想ペルクライム」 / 「Les Nankayaru」（2017年8月26日、中目黒キンケロ・シアター）

### テレビアニメ
- D4DJ（2021年 - 2023年、瀬戸リカ[69][70]） - 2シリーズ+特別編[一覧 1]
- ぷっちみく♪ D4DJ Petit Mix（2021年、瀬戸リカ[71]）

### ゲーム
- 萌える麻雀 もえじゃん!（2008年、平公子）
- アイドルフェスティバル サンシャインスターズ!（2017年）
- スマッシュ＆マジック（2017年、エイル）
- D4DJ Groovy Mix（2020年、瀬戸リカ[72]）

### ネット配信
- 平嶋夏海 プレミアム放送！（2013年 - 2015年、AmebaStudio）
- Webオートバイ（2018年10月 - （不定期）、YouTube）

### CM
- キリンビール 氷結 王道派 VS 新商品派ってマジか！？キャンペーン 「氷結　王道派 vs 新商品派 カップ」編（2020年3月11日- 5月11日）
- 川口オートレース
  - 「GI第44回日刊スポーツ キューポラ杯」整備編、駆け引き編、スタート編（2020年8月）
  - 「スポーツニッポン新聞社杯 GII川口記念」（2021年5月）
  - 「GI第45回日刊スポーツ キューポラ杯」キレイ編、気付いてほしい編（2021年7月）
  - 「オッズパーク杯 SG第41回オールスターオートレース」（2022年4月） - ナレーター
  - 「ラ・ピスタ新橋 PRESENTS スーパースターフェスタ2022｣ 新走路編（2022年12月）
  - 「サンケイスポーツ杯 GI開設71周年記念グランプリレース｣ アパレル編、カフェ編（2023年1月）
  - 「川口市制施行90周年 GI第47回日刊スポーツ キューポラ杯｣ ナット編、イケメン編、鏡編、視力検査編（2023年7月）

### パチンコ・パチスロ
- L D4DJ Pachi-Slot Mix（2024年、瀬戸リカ[73]）

### その他コンテンツ
- 平嶋夏海とランドクルーザープラドで行く鬼怒川ドライブデート（2016年2月6日・13日・20日・27日、gazoo.com）
- 妄想カノジョ（2016年2月22日・29日 、3月1日・8日、週刊ジョージア）
- 平嶋夏海の「つま先メモリアル」（2019年1月9日 - 、Webオートバイ）
- 「____が、好きだ。バイクが好きだ。」（2020年3月25日、本田技研工業株式会社）

## 書籍

### 写真集
- ナツコイ（2016年9月29日、講談社、撮影：唐木貴央）ISBN 978-4-06-352854-1[74][75]
- ナツミ感（2018年2月28日、講談社、撮影：桑島智輝）ISBN 978-4-06-352868-8[76]
- LANDMARK（2018年1月26日、サイゾー、撮影：磯部昭子）ISBN 978-4-86-625100-4 - オムニバス

### デジタル写真集
- Idol Line「甘夏」（2016年5月27日、ラインコミュニケーションズ）ASIN B01EJXP8DM
- デジタル週プレ写真集（集英社）
  - この胸のドキドキ（2016年6月17日、撮影：樂滿直城）ASIN B01GFAOO50
  - 海のない夏（2018年7月6日、撮影：熊谷貫）ASIN B07F6XWTFY
- Idol Line「ずっと好きなのに…」（2017年4月28日、ラインコミュニケーションズ）ASIN B06XKS38PN
- FRIDAYデジタル写真集（講談社）
  - 「あったまろ」（2017年8月18日、撮影：佐藤裕之）ASIN B074TBPQX8
  - 甘い密会－ベッドの上で－（2020年1月31日、撮影： 西條彰仁）ASIN B082W6NV7G
  - 平嶋夏海 癒やしの雫 Vol.1（2021年9月17日、撮影：西田幸樹）ASIN B09G6NXF7S
  - 平嶋夏海 癒やしの雫 Vol.2（2021年9月17日、撮影：西田幸樹）ASIN B09G6RPLRN
  - 平嶋夏海 君と変身 Vol.1（2024年3月8日、撮影：菊池泰久 ）ASIN B0CTHRHMJK
  - 平嶋夏海 君と変身 Vol.2（2024年3月8日、撮影：菊池泰久 ）ASIN B0CW66DFS5
  - 平嶋夏海 君と変身 Vol.3（2024年3月8日、撮影：菊池泰久 ）ASIN B0CTHQ4KQY
- 週刊現代デジタル写真集「秘密の一泊旅行」（2018年9月28日、講談社、撮影：中場敏博）ASIN B07H2D1TSY
- SPA! グラビアン魂デジタル写真集 平嶋夏海（2018年11月20日、扶桑社、撮影：塔下智士）ASIN B07KM4H8RY
- SPA！デジタル写真集「後戻りはできない」（2024年4月19日、扶桑社、撮影：大藪達也）ASIN B0D16PY9N8
- FLASHデジタル写真集 平嶋夏海 ラグジュアリーデート（2018年12月21日、光文社、撮影：木村哲夫） ASIN B07L5PFXG1
- sabra net e-Book（小学館）
  - 夏海のSounds good！（2019年3月1日） ASIN B07P4CVQWM
  - 夏海のSounds good！2（2019年4月12日） ASIN B07QH1LBBH
  - 夏海の真冬のサプライズ！（2019年9月6日） ASIN B07YCL2BWM
  - 夏海の真冬のサプライズ！2（2019年10月11日） ASIN B07YQ3PWNC
  - ナツミーテンダー 平嶋夏海（2020年8月7日） ASIN B08F791Z24
  - 夏海フェス！平嶋夏海 COVER DX（2021年9月3日） ASIN B09DFMDYDB
  - ア・ハッピー ・乳・ナツミ！ （2022年7月1日） ASIN B0B4NHDWSP
  - ア・ハッピー ・乳・ナツミ！2 （2022年8月12日） ASIN B0B8C29K2X
  - 昼下がりのマーメイド　平嶋夏海COVER DX（2023年4月7日） ASIN B0C1MP4ZG1
  - 昼下がりのマーメイド 2　平嶋夏海DX（2023年5月12日）ASIN B0C3CT9XV7
  - HOT＆WET！　平嶋夏海COVER DX（2023年11月3日）ASIN B0CLRL3G2H
  - HOT＆WET！2　平嶋夏海COVER DX（2023年12月8日）ASIN B0CP7795ZD
- アサ芸Secret！デジタル写真集（徳間書店）
  - Vol.1 夏海のアオハル 姉セーラースペシャル（2020年9月18日）ASIN B08J3PCLWJ
  - Vol.2 心の中と制服の中 姉セーラースペシャル（2020年9月18日）ASIN B08J3X7LSZ
  - Vol.3 となりのなっちゃん 姉セーラースペシャル（2021年9月22日）ASIN B09G9Y9MB7
  - Vol.4 今日の部活は休みます！ 姉セーラースペシャル（2021年10月20日）ASIN B09JC7BRGP
  - 聖夜の贈り物はワ・タ・シ♡（2021年12月15日）ASIN B09NBHLMQJ
  - Vol.5 授業中にコクらないで！ 姉セーラースペシャル（2022年8月12日）ASIN B0B8SWRSR7
  - 平嶋夏海　熱胸な生徒会長 姉ブレザースペシャル（2023年4月11日）ASIN B0C1VHYR6G
  - HAPPY BIRTHDAY!（2024年5月28日）ASIN B0D46RXYSB
  - Vol.6　キスから先に進めない 姉セーラースペシャル（2024年6月11日）ASIN B0D66KDNHR
  - Vol.7　光と翳の季節 姉セーラースペシャル（2024年10月4日）ASIN B0DHW9Y7YH

### カレンダー
- 平嶋夏海 2012年カレンダー（2011年11月19日、ハゴロモ）
- 平嶋夏海 2015年カレンダー（2014年10月4日、トライエックス）
- 平嶋夏海 2017年カレンダー（2016年10月8日、トライエックス）
- 平嶋夏海 2018年カレンダー（2017年10月21日、トライエックス）
- 平嶋夏海 2019年カレンダー（2018年10月27日、トライエックス）
- 平嶋夏海 2020年カレンダー（2019年11月9日、トライエックス）
- 平嶋夏海 2021年カレンダー（2020年11月14日、トライエックス）[77]
- 平嶋夏海 2022年カレンダー（2021年11月13日、トライエックス）
- 平嶋夏海 2023年カレンダー （2022年10月15日、トライエックス）
- 平嶋夏海 2024年カレンダー （2023年10月28日、トライエックス）
- 平嶋夏海 2025年カレンダー （2024年11月22日、トライエックス）

### トレーディングカード
- 平嶋夏海 ファースト・トレーディングカード（2014年9月20日、ヒッツ）
- 平嶋夏海 トレーディングカード Vol.2（2018年8月4日、ヒッツ）[78]
- 平嶋夏海 トレーディングカード Vol.3（2021年8月21日、ヒッツ）[79]
- 平嶋夏海 トレーディングカード Vol.4（2022年8月20日、ヒッツ）[80]
- 平嶋夏海 トレーディングカード Vol.5（2023年8月5日、ヒッツ）[81]
- 平嶋夏海 トレーディングカード Vol.6（2024年8月24日、ヒッツ）[82]
- 平嶋夏海 トレーディングカード Vol.7（2025年8月23日、ヒッツ）[83]

## その他

### 受賞・表彰
- 第5回「プロが選ぶアイドルDVD賞」- MVP
- 第6回「プロが選ぶアイドルDVD賞」- 竹書房賞

### キャンペーンガール・イメージキャラクター
- 2016年度 「HEIWA」（2016年4月 - 2017年3月） - キャンペーンガール
- 「シュアラスター」（2018年7月 - 2019年6月） - バイクケアアンバサダー
- 「オートバイ用品店ナップス」（2019年3月 - ） - イメージキャラクター[84]
- 「ラグビーワールドカップ2019」（2019年9月 - 10月） - ラグビー応援Twitterキャンペーン チーム東京　応援アンバサダー
- 「合宿免許スクール」（2020年1月） - スペシャルサポーター
- 「川口オートレース」（2020年4月 - 2024年3月） - イメージガール[34][35]
- 2021年度「陸上自衛隊 予備自衛官等制度」（2021年4月 - 2022年3月） - メージキャラクター[85][86][87]
- オートバイ用インカム・MIDLANDブランド （2024年2月 - ） - 公式アンバサダー[84]